# Pudziska
Pudziska, Młynarka, Polana Młynarska – polana na głównym grzbiecie Gorców, pomiędzy szczytami Groniki i Obidowiec. Na mapie Geoportalu polana ta ma dwie nazwy: Pudziska – część południowa, należąca do wsi Obidowa w powiecie nowotarskim i Młynarka – część północna należąca do Koninek (część wsi Poręba Wielka w powiecie limanowskim). Pudziska są dużo większe od Młynarki, ale jest to jedna polana. Na mapie Compassu ma nazwę Pudziska, w przewodniku „Gorce” – Polana Młynarska.
Na polanie Pudziska stwierdzono występowanie trzech gatunków storczyków: gółka długoostrogowa, storczyca kulista i podkolan biały. Na północny wschód odchodzi z polany tzw. Kopana Droga, a nią ścieżka edukacyjna.

## Szlaki turystyczne
odcinek: Rabka-Zdrój – Tatarów – Maciejowa – Przysłop – Wierchowa – Bardo – Pośrednie – Schronisko PTTK na Starych Wierchach – Pudziska – Obidowiec – Rozdziele – Turbacz. Odległość 16,7 km, suma podejść 970 m, suma zejść 220 m, czas przejścia 5 godz. 35 min, z powrotem 4 godz. 50 min.
 Koninki – Jaworzyna (Porębska) – Tobołów – Starmaszka – Suchora – Obidowiec – Pudziska – Stare Wierchy – Obidowa.
 ścieżka edukacyjna „Wokół doliny Poręby”.